# Duyên Dáng Việt Nam
Duyên dáng Việt Nam (tên tiếng Anh: Charming Vietnam Gala) là một chương trình biểu diễn nghệ thuật do Báo Thanh Niên tổ chức  để gây quỹ học bổng Nguyễn Thái Bình nhằm giúp đỡ học sinh sinh viên Việt Nam có hoàn cảnh khó khăn biết vươn lên trong cuộc sống. Nay là Tập đoàn Truyền thông Thanh Niên tổ chức.
Duyên dáng Việt Nam được tổ chức lần đầu vào năm 1994, đến nay đã có 30 chương trình được thực hiện: 18 lần ở Thành phố Hồ Chí Minh; 4 lần ở Hà Nội; ; 2 lần ở Phú Yên; ngoài ra Nha Trang, Đăk Lăk, Đà Nẵng,  Úc, Singapore và Anh mỗi nơi một lần.

## Chương trình
Giám đốc sản xuất: Nguyễn Công Khế
Đạo diễn: Tất My Loan, Đoàn Khoa, Dương Thảo, Huỳnh Phúc Điền, Đoàn Quang Anh Khanh, Đinh Anh Dũng, Nguyễn Quang Dũng, Bình Hùng,...
| Số | Chủ đề                              | Ngày trình diễn         | Sân khấu                               | Địa điểm               |
| -- | ----------------------------------- | ----------------------- | -------------------------------------- | ---------------------- |
| 1  | Duyên Dáng Việt Nam                 | 30 - 31/05/1994         | Nhà hát Hòa Bình                       | Thành phố Hồ Chí Minh  |
| 2  | Một Thời Đạn Bom, Một Thời Hòa Bình | 13 - 16/04/1995         | Nhà hát Hòa Bình                       | Thành phố Hồ Chí Minh  |
| 3  | Duyên Dáng Việt Nam                 | 15 - 17/12/1995         | Cung Văn hóa Lao động Hữu nghị Việt Xô | Hà Nội                 |
| 4  | Tình Ca Việt Nam                    | 05 - 08/10/1996         | Nhà hát Hòa Bình                       | Thành phố Hồ Chí Minh  |
| 5  | Nét Duyên Việt Nam                  | 17 - 20/04/1997         | Nhà hát Bến Thành                      | Thành phố Hồ Chí Minh  |
| 6  | Nét Duyên Việt Nam                  | 05 - 08/03/1998         | Nhà hát Hòa Bình                       | Thành phố Hồ Chí Minh  |
| 7  | Duyên Dáng Việt Nam                 | 08 - 11/04/1999         | Nhà hát Hòa Bình                       | Thành phố Hồ Chí Minh  |
| 8  | Hành Tinh Xanh Đi Qua Thế Kỷ        | 14 - 17/10/1999         | Nhà hát Hòa Bình                       | Thành phố Hồ Chí Minh  |
| 9  | Trở Về Với Cội Nguồn                | 06 - 09/04/2000         | Nhà hát Hòa Bình                       | Thành phố Hồ Chí Minh  |
| 10 | Xuân Trong Lòng Người               | 19 - 22/04/2001         | Nhà hát Hòa Bình                       | Thành phố Hồ Chí Minh  |
| 11 | Hội Tụ & Thăng Hoa                  | 23 - 26/05/2002         | Nhà hát Hòa Bình                       | Thành phố Hồ Chí Minh  |
| 12 | Sắc Màu Duyên Dáng                  | 16 - 19/01/2003         | Nhà hát Hòa Bình                       | Thành phố Hồ Chí Minh  |
| 12 | Sắc Màu Duyên Dáng                  | 21 - 23/02/2003         | Cung Văn hóa Lao động Hữu nghị Việt Xô | Hà Nội                 |
| 13 | Hai Mùa Mưa Nắng                    | 01 - 04/01/2004         | Trung tâm Ca nhạc Lan Anh              | Thành phố Hồ Chí Minh  |
| 14 | Hoa Sen Và Em                       | 06 - 09/01/2005         | Nhà thi đấu Phan Đình Phùng            | Thành phố Hồ Chí Minh  |
| 14 | Xa & Gần                            | 31/10/2005              | Nhà hát Canberra                       | Canberra, Australia    |
| 14 | Xa & Gần                            | 02/11/2005              | Tòa thị chính Sydney                   | Sydney, Australia      |
| 15 | Một Ngày Mới                        | 29/12/2005 - 01/01/2006 | Nhà hát Hòa Bình                       | Thành phố Hồ Chí Minh  |
| 16 | Trăng                               | 30 - 31/12/2006         | Sân khấu nhạc nước Vinpearl Land       | Khánh Hòa, Việt Nam    |
| 17 | Nhật                                | 27/01/2007              | Trung tâm Hội nghị Quốc gia            | Hà Nội, Việt Nam       |
| 18 | In Singapore                        | 18 - 19/08/2007         | Nhà hát Esplanade                      | Singapore              |
| 19 | Phố                                 | 03 - 06/01/2008         | Nhà hát Hòa Bình                       | Thành phố Hồ Chí Minh  |
| 20 | In London                           | 04 - 05/03/2008         | Central Hall Westminster               | London, Vương quốc Anh |
| 21 | Chào Việt Nam                       | 31/12/2009 - 03/01/2010 | Nhà hát Hòa Bình                       | Thành phố Hồ Chí Minh  |
| 22 | Nhịp Thở Biển                       | 20 - 21/03/2010         | Nhà hát Sao Mai                        | Phú Yên                |
| 23 | Nhớ!                                | 08 - 09/01/2011         | Nhà hát Sao Mai                        | Phú Yên                |
| 24 | Hơi Thở Đại Ngàn                    | 13 - 14/01/2011         | Làng cà phê Trung Nguyên               | Đắk Lắk                |
| 25 | Giấc Mơ Xuân                        | 29/12/2011 - 01/01/2012 | Nhà hát Hòa Bình                       | Thành phố Hồ Chí Minh  |
| 26 | Thương Quá Việt Nam                 | 11 - 12/01/2014         | Nhà hát Hòa Bình                       | Thành phố Hồ Chí Minh  |
| 27 | Tình Non Nước                       | 27 - 28/03/2014         | Cung thể thao Tiên Sơn                 | Đà Nẵng, Việt Nam      |
| 28 | Xuân                                | 11/12/2016              | Trung tâm Hội nghị Quốc gia            | Hà Nội, Việt Nam       |
| 28 | Xuân                                | 14/01/2017              | Nhà thi đấu Quân khu 7                 | Thành phố Hồ Chí Minh  |
| 29 | Một Ngày Vui Mùa Đông               | 24/12/2017              | Quảng trường Lâm Viên                  | Lâm Đồng               |
| 30 | Bốn Mùa Và Em                       | 05/01/2019              | Nhà hát Hòa Bình                       | Thành phố Hồ Chí Minh  |

## Phát hành
Hãng phim Phương Nam phối hợp cùng Báo Thanh niên phát hành các liveshow của Duyên dáng Việt Nam từ số 2 tới 6 thông qua định dạng băng hình VHS rồi chuyển qua DVD. Những cuốn Duyên dáng Việt Nam số còn lại được phát hành bởi Trung tâm bâng nhạc Rạng Đông (số 7 và 8) hay Trung tâm Làng Văn (từ số 9 - 13). Riêng cuốn Duyên dáng Việt Nam, hãng phim Phương Nam thực hiện phần  kỹ thuật VTR.